# 「名古屋の歌」騒動
「名古屋の歌」騒動（なごやのうたそうどう）は1990年、愛知県名古屋市が市制百周年記念として作成した「名古屋の歌」が「名古屋をバカにしている」「女性をものとみている」といった物議を醸した騒動である。

## 楽曲制作の背景
名古屋に関する楽曲は数多くありながら人口に膾炙した曲は皆無であった。ちょうどNHK名古屋放送局がテレビ放送開始50周年記念事業の一つとしてご当地ソング製作を企画していたことから「なんとか市民が口ずさめる唄を」と、1983年、愛知県・名古屋市・名古屋商工会議所・中日新聞も共催団体に名を連ねて「愛知・名古屋マイソング実行委員会」を設立、1984年より毎年、全国から名古屋を歌い上げた新しいご当地ソングの募集・選考を開始した。主管のNHK名古屋放送局は東海地区ローカル枠で3分間のミニ番組『愛知・名古屋マイソング』を編成しその年の最優秀曲のMVを放映してPRに努めていた。1988年に5曲目を選出したところで、この企画の最後の年度となった。最終年度の1989年は名古屋市制百周年でありその翌年には名古屋市での世界デザイン博覧会開催が控えていることから「最後くらいはプロの作詞家・作曲家に依頼しよう」となった。また、これまで選出してきた5曲がいずれもポップス/ロック調で作曲されており、1988年の最優秀曲は「Hey!Mr.PureTown」(作詞作曲：野原真由美 唄：長山洋子)という英文タイトルで曲中数度英語が出てくるため「高齢者が歌えない」という苦情が発生（審査委員長は演歌作詞家石本美由起）、これを鑑みて新曲は「演歌調」とすることとした。当時、大都市で演歌を愛唱歌とすることは珍しいことであった。
新曲の作詞は荒木とよひさ、作曲は弦哲也に依頼することと決し、両者への報酬500万円が予算計上された。その後、曲が完成し1989年9月26日夜、開会中であった世界デザイン博覧会・白鳥会場ステージで初めて一般市民に向け発表・歌唱が披露された。
「愛知・名古屋マイソング」は2曲あり、本格演歌の「城～男は黙って城になれ～」（以下、「城」という）とリズム感を持ったコミカル調演歌「どんとこい名古屋」であった。いずれも後に荒木と結婚することになる神野美伽が歌唱を担当。当時の西尾武喜名古屋市長や名古屋市広報課職員がこの2曲を初めて聴いたのは開催2日前の9月24日または発表当日だったという。西尾は初めて聴いた時、「どんとこい名古屋」の3番の歌詞中に"城がなければただの町"というフレーズを見つけ私見を述べた。
お披露目後「あの歌はどこで売っているのか」という問合せ・反響が相次いだことから、翌1990年1月21日に「城」「どんとこい名古屋」2曲とそれぞれのカラオケ曲合わせて計4曲を収録したカセットテープが、当時神野が所属していたBMGビクターから発売された（規格品番：B10T-66）。このとき名古屋市はおよそ500万円で6,050本を購入。うち5,500本を市報で無料配布を知り応募してきた市民、老人クラブ、ホテル・旅館、観光施設、鉄道会社、周辺自治体に無料配布。同時に市報の『広報なごや』1月号に曲紹介を載せ、NHK名古屋放送局『愛知・名古屋マイソング』でも放送が始まった。愛知岐阜三重の東海三県のみの地域限定販売であったが「演歌調」路線変更は成功、売上は一か月強の間に2万本を越えるという好成績を上げた。特に「どんとこい名古屋」は一種軽快舞曲の風格があったから名古屋市内のクラブでは「女の子が必ずステージでこの歌を歌う」という人気ぶりだった。
3月7日の定例市議会では「名古屋の歌の評判はどうか？今後どのように普及・活用するのか？」という個人質問に対し、市民局長が「売れ行きは甚だ良好で長く親しんでもらえる良い歌だ。盆踊りシーズンに向けBMGビクターと日本舞踊家とで振付を試案中であり近々公表予定、完成したら市内各所に講習所を設け市民に伝習してもらう」と答弁した。

## 雑誌掲載による波紋
それから一週間後の1990年3月15日、事態は全く急転した。
同日発売の『週刊文春』が《名古屋市長を怒らせた100周年記念市歌 ♫城がなければただの町？》と題し「『城がなければただの町』の歌詞に名古屋市長が『こんな歌はけしからん』とカンカンに怒っている。市長激怒の話は関係者間にかなり広まっている」と報じた。文春記事にはさらに「市民に宿す深いコンプレックスを刺激した。名古屋の内輪で言うのならいいが、市が金を出した歌で城がなければただの町などと外から言われたらカチンとくる」、「草津で『温泉がなければただの町』などと作詞したら、草津の人はどう思うか」といった名古屋出身の作家・清水義範や落語家・三遊亭円丈の憤りの声、また「どんとこい名古屋」1番に含まれていたフレーズ「酒は美味し女は美人」について、「演歌調だから悪いとは言えないが、これでは『酒はうまいし姉ちゃんは綺麗だ』の類だ。もっと学校で教えることができる歌にしてほしかった」という3月7日に歌の評判について質問した市議のコメント、さらには女性団体からの抗議が予定されているとも書かれていた。同日開かれた名古屋市議会総務民生委員会は、この文春記事を元に「『名古屋は城以外にめぼしいものがない』と市長が怒るような歌詞のある曲を、当局受取りから間を置かずにそのまま市民に発表したのはどうしたことか（作詞者に差し戻し改詞させるべきであった）」と市の不手際を突く質問が出たが、担当者がたらいまわし的な答弁をしたため委員会は紛糾し、審議が空転してしまった。
発表から半年も経てから急に湧いた批判に面した作詞担当・荒木のコメントは文春と翌3月16日付中日新聞朝刊の双方に掲載され「一部分を取り上げず全体を聴け。名古屋への愛は人後に落ちない。なぜ今そのようなことを言われるのか」（文春）、「市長は本気で批判していないであろう。名古屋は昔から好きだ。関心を呼べていいことではないか」（中日新聞）という内容であった。
3月16日、総務民生委員会で市民局長が前日の紛糾質問に対し「芸術作品の創作として尊重する」と答弁。市長と「城がなければただの町」の関係については「市長は『若干の誤解を招くのでは』と指摘した。市民局は『名古屋にとって城が欠かせない存在という意味がある』という解釈を市長に伝え『これでよいのでは』と答えた」と説明した。その後「市長は怒っていない。市としては、この歌が市民の多くの方に歌われることを願っている」と答弁を続けたところ、委員からの異論はなく“一件落着”となった、という。
3月20日、文春記事の通り、5つの女性団体が「『城』はイニシアチブを男性にのみ与える古い生き方を肯定している、『どんとこい名古屋』の歌詞は女性を物としてみる発想が根底にある、市民よりも城が大切なのか？誰もがのびやかに平等に生きたいと願う時に、女性差別を認める歌を市が税金を使って推進するとはどういうことか」として市長宛に公開質問状を提出した。この日対応した広報課長は「『名古屋女は美人で情け深い』と褒めている、個人的にいい歌だと思うが」と言った。3月30日、名古屋市は「『城』は確かに男性しか描述していないが城を通して"名古屋頑張れ"という応援歌であって、女性の生き方にまで言及していない。『どんとこい名古屋』は名古屋の良さをコミカルに表現しただけ」と正式回答した。
4月9日、名古屋の官財界人でつくる『丸八会』がミニコンサートを催し、騒動が明るみに出て以降初めて神野が2曲を歌唱した。 市長もかけつけ神野に花束を贈呈。「どんとこい名古屋」を合唱した。騒動について司会者から尋ねられた市長は「いろいろあったが全国的話題になった、大らかにいきましょう」と答えた。
翌4月10日、先の女性団体に「名古屋の歌に怒る男たちの会」「戸籍制度を問い直す会」「なごやの教育を考える会」「名古屋労組連」といった男性も含んだ4団体が加わり、連名で「血税で男らしさ女らしさを固定化した歌を作ったのは許しがたい」と普及活動の中止と市長への面会を求める新たな質問状を市長に送った。市長は「当該案件は担当課に任せているので面会不能」とし、4月26日、市民局長と広報部長、女性企画室長が諸団体代表と面会することになった。女性企画室長は「室には『名古屋の歌』企画の相談が全くなかった」と弁明した。5月15日、市は回答し今後市はこの歌に公金投入はしないと約束したが、NHKの放送差し止めおよび無料配布したカセットテープの回収を求めた要求には「外部の組織・個人活動にまでは関与できない」として対応不可とした。
やがて他の市民団体から「この楽曲に名古屋の人間は出ていないし、名古屋の市政もバカにされている」「名古屋市のモットーは『文化の香り高い豊かな住みよい街』だが、この歌を文化の香りが高いとは思えない」と異論が出てきた。一般市民の間からは「市が余計なことをするでだわ」「『城がなければただの町』と名古屋がワンセットで全国に広まってしまった」「女の時代に公費で『女は美人』とやればどうなるか予想できなかったのか」と冷ややかな声が上がった。
抗議団体からは「底流に『演歌だから仕方がない』という諦観が横溢している。演歌そのものを点検する必要がある」「酒、女、涙……考えれば演歌がセクハラの推進をしていることが多い」と"演歌調"なのが問題源ではないかという意見が現れてきた。
官製「名古屋の歌」が混迷する間に盆踊りシーズンが近づき、アマチュアの市民が結集して「名古屋マップソング」という民製盆踊り用ご当地ソングを制作、カセットテープで販売を始めた。名古屋市昭和区の男性が作詞したこの曲は専門家考証済の極めて正確な名古屋弁と大須観音・名古屋港などの名所の歌で構成されており、「城」や「どんとこい名古屋」のような物議を予防していた。
8月7日には全国の女性団体に呼び掛けて集まった「こんな歌要らない」という2,000名の署名が名古屋市役所に提出されている。
全国3紙及び中日新聞紙上で確認し得る「どんとこい名古屋」公開歌唱例は、1990年8月12日名古屋市中川区夏祭り会場内の小企画『演歌DE夏祭り』で角川博が歌った、との記事を最後に途絶えている。
1996年、中日新聞は「どんとこい名古屋」は“NHK、名古屋市肝入り”だったと書いた。

## 現況
この騒動は名古屋のご当地ソングが少ないことやその歴史を詳述するときにしばしば引用されるが、1991年TBS・筑紫哲也NEWS23が『くたばれ中央！地方の逆襲』というJNN地方局のスタジオから生放送する企画を行った時、名古屋CBCからの放送回で小堀勝啓アナウンサーがご当地ソングの少なさと当騒動を紹介するさい、1990年4月9日神野美伽が西尾名古屋市長とともに「どんとこい名古屋」の～城がなければただの町～のフレーズを歌っているVTR映像が歌詞テロップ付きで使われた（1991年3月26日放送分「くたばれ中央！地方の逆襲②」）。
騒動からわずか3ヶ月後の1990年6月、神野美伽は佐賀県藤津郡嬉野町(現・佐賀県嬉野市)が制作した"温泉や茶などを織り交ぜた情緒ある"ご当地ソング『嬉野川恋唄』（石本美由起作詞、
三木たかし作曲）を発表、名古屋同様にカセットテープで一般販売されたが、騒動を起こすことなく今日なお嬉野で歌い継がれている。
1991年9月21日、市とは無関係に、名古屋のご当地ソングと標榜して「揺れてなごや」(歌・松本真理　品番：CEDC-10076)がセンチュリーレコードより発売されたが、西尾市長は「ワーッとした演歌詞じゃなくてあっさりしていて覚えやすい、名古屋にピターッと合っている」とコメントを寄せた。
1994年、テレビ愛知が開局10周年を記念し歌詞一般公募のうえ「夢の降る街／鈴木ユカリ」
と演歌歌手伍代夏子の「ふれあい」を「名古屋の歌」として発売した。伍代は同年11月14日に名古屋市長を表敬訪問した際、歌唱はしなかったが市長から「美人」と言われている。
騒動から2024年9月までの間、神野のアルバムに「どんとこい名古屋」が収録されたことは一度もない。神野は1999年にキングレコードに移籍したが、2010年キングレコードから発売された名古屋ゆかりのご当地ソングを集めたオムニバスCD『名古屋の歌だがね 名古屋開府400年記念CD』にも「城」「どんとこい名古屋」ともに収録されていない。
「愛知・名古屋マイソング」の歴代最優秀曲の幾つかはレコード化され一般販売されている（『みんな名古屋で」＜チェリッシュ＞）+『拝啓,ここは名古屋です』＜川崎少年民謡隊＞) 1986年6月21日発売 リバスター音産 7RC-0068)、(『おひさしぶりだね ナゴヤ』＜芹洋子 ソロ＞ 1987年8月2日発売 キングレコード K07S-10204)）が、オリコン20位以内にランクインした曲は一つもない。
2017年「国内主要８都市で行きたくない街 第一位」との調査結果を受け、名古屋市は定例会見で「歌で名古屋の魅力を惹起せしめ、行きたくない街ナンバーワンから脱却」と述べ、騒動から27年ぶりに市予算でご当地ソング作成に取り掛かると発表した。